# ワールド・ベースボール・クラシック
ワールド・ベースボール・クラシック（英: World Baseball Classic、略称：WBC）は、メジャーリーグベースボール（MLB）機構とMLB選手会により立ち上げられたワールド・ベースボール・クラシック・インク（WBCI）が主催する、野球の国・地域別対抗戦である。世界野球ソフトボール連盟（WBSC）公認の世界一決定戦。

## 概要

### 開催経緯
1990年代後半頃からメジャーリーグベースボール（MLB）では、東アジアや北中米カリブ海諸国の選手を中心にMLBの国際化が進み、彼らの様なアメリカ合衆国以外の国籍を持つMLB選手による活躍が著しくなった。また、2000年代初頭から日本やメキシコ等のアメリカ合衆国外でMLB開幕戦を開催するなどして、本格的なMLBの世界進出（グローバル化戦略）によるMLB拡大と野球マーケットの拡大、それに伴う収益の拡大を目指していたMLB機構のバド・セリグコミッショナーは「野球の世界一決定戦」の開催を提唱。関係各所で国際野球連盟（IBAF）主催の大会に出場していないメジャーリーグ選手を中心とした各国のプロ・アマ野球リーグ選手による国別世界一を決める国際大会の開催へ向けて協議がなされてきた。
2005年5月にMLB機構が翌年3月に野球の世界大会を開催する事を発表。7月12日にMLBオールスターゲーム開催地のデトロイトで、参加が確定していなかった日本とキューバを除く14か国の代表が出席して、開催発表記者会見が行われ、大会の正式名称が“World Baseball Classic”と発表された。記者会見にはセリグ・コミッショナーの他、各国の選手代表としてドントレル・ウィリス（アメリカ合衆国）、カルロス・ベルトラン（プエルトリコ）、カルロス・リー（パナマ）、アンドリュー・ジョーンズ（オランダ）、崔熙涉（韓国）、ミゲル・テハダ（ドミニカ共和国）、ジェイソン・ベイ（カナダ）、ジャスティン・ヒューバー（オーストラリア）が出席した。WBC開催を記念して、同年のオールスターゲームでは前日に行われる恒例のホームランダービーが異例の国別対抗形式となった。
当初、日本（NPB）はMLB側の一方的な開催通告やMLB中心の利益配分に反発し、参加を保留。日本プロ野球選手会も開催時期の問題から参加に反対し、2005年7月22日の選手会総会で不参加を決議した。しかし、MLB機構は参加を保留するNPBに対し、改めて参加を要求し、もし日本の不参加によりWBCが失敗に終わった場合、日本に経済的補償を要求することを通達。更に、WBCへの不参加は「日本の国際的な孤立を招くだろう」と警告した。これを受けて、日本プロ野球選手会は不参加の方針を撤回。最終的に同年9月16日に選手会の古田敦也会長がNPB機構に参加の意向を伝え、日本の参加が決まった。
その結果、2006年3月にMLB機構が選抜した16か国・地域が参加する第1回大会が開催された。なお、MLB機構はこの大会を夏季オリンピックの野球競技に代わる国際大会として育てたい意向である。

### 大会の意義
回を重ねるごとに世界での認知や人気が広がり当初の野球の認知度の上昇という意義は純粋に向上している。また、第1回、第2回大会を見て憧れたラーズ・ヌートバーのような野球少年がプロになって出場するというケースも現れた。
選手個人としても、内川聖一のように低迷期のチームの選手が優勝争いを経験できるメリットもある。
メジャー志向の選手はメジャー選手と対決することができ、メジャーに対するアピールチャンスでもある。
日本以外の国でも選手達はメジャーや日本にアピールできるチャンスの場として認知され始めている。
シーズン前の調整ができるというメリットもあり、実際、参加選手によっては前年度よりも向上した選手も多い。
チェコなどの野球がマイナー競技で選手がアマチュアレベルでも大谷翔平のような超一流クラスの選手と対決できる唯一の機会でもある。

### 年表
- 2005年5月 - ワールド・ベースボール・クラシック（WBC）第1回大会を2006年3月に開催することをMLB機構が発表。
- 2006年3月 - 16か国招待による第1回大会を開催。
- 2009年3月 - 第2回大会を開催。これ以降は4年ごとの開催が基本となった。
- 2011年6月 - 第3回大会から参加国・地域の数を28か国に増やし、新たに予選を導入することが発表された[17][18]。
- 2011年12月 - 国際野球連盟（IBAF）のリカルド・フラッカーリ会長がWBC主催者と話しあった結果、第3回大会から予選を行う条件で、IBAFがWBCを世界一決定戦として公認することになったと発表された[19]。
- 2012年9月・11月 - 初の予選大会を開催。
- 2013年3月 - 第3回大会を開催。
- 2015年11月 - IBAFに代わる新たな野球・ソフトボールの国際組織である世界野球ソフトボール連盟（WBSC）主催の新しい国際大会「WBSCプレミア12」を開催。WBSCプレミア12は4年に1度、WBCの中間年（=夏季オリンピック・パラリンピック前年）に開催される。
- 2016年2月・3月・11月 - 第4回大会予選を開催。
- 2017年3月 - 第4回大会を開催。
- 2020年1月 - 第5回大会より本戦出場枠が20か国に拡大されることが発表された。全体の招待国数に変更は無いため、予選枠は12か国に縮小された[20]。
- 2020年2月 - 第5回大会の本戦出場枠拡大による大会フォーマットの変更が発表された。これまでの3ラウンド制（第1ラウンド、第2ラウンド、決勝トーナメント）から2ラウンド制（第1ラウンド、決勝トーナメント）となる[21]。
- 2020年3月 - 第5回大会予選が新型コロナウイルス感染症の流行の影響で開催延期[22]。
- 2020年8月 - 第5回大会は新型コロナウイルス感染症の流行の影響で、2023年まで開催されない見込みであることが報道される[23]。
- 2022年3月 - 新たに締結されたMLB労使協定より、WBCは2023年と2026年に開催予定であることが明らかとなった[24]。
- 2022年9月 - 第5回大会予選を開催。
- 2023年3月 - 第5回大会を開催。
- 2025年2月・3月 - 第6回大会予選を開催。

## 出場資格
どの国に属するかはオリンピック憲章のように明確には決められておらず、アレックス・ロドリゲスや佐藤二朗など、複数国で代表資格を持つ選手が多い。
選手は下記のいずれかに該当する場合、各代表チームへの出場資格を持つ。
| 出場資格（2020年現在） | 出場資格（2020年現在）                                  |
| ---------------------- | ------------------------------------------------------- |
| 1                      | 当該国の国籍を持っている                                |
| 2                      | 当該国の永住資格を持っている                            |
| 3                      | 当該国で出生している                                    |
| 4                      | 親のどちらかが当該国の国籍を持っている                  |
| 5                      | 親のどちらかが当該国で出生している                      |
| 6                      | 当該国の国籍またはパスポートの取得資格がある            |
| 7                      | 過去のWBCで当該国の最終ロースターに登録されたことがある |

ドミニカ共和国出身選手は米国市民権を得るためにドミニカ国籍を放棄しなければならず、オリンピック憲章をそのまま適用すれば、ドミニカ代表でプレーできないドミニカ出身選手もいる。また、イタリア代表にはイタリア系アメリカ人が多く選ばれているが、これはイタリアがイタリア系の外国人に容易に市民権を与えるためにそれを利用した結果である。
第3回大会予選へと出場したイスラエルもイタリアと同様にユダヤ系の外国人に容易に市民権を与えるため、イタリア代表と同様、イスラエル代表チームも主にイスラエル系アメリカ人により構成された。しかし第4回大会ではイスラエル代表27人中イスラエル国籍の選手は1人だけであったため、あるゴシップ系の書籍では「ユダヤ教に改宗すれば世界中の誰でもイスラエル代表になれる」などという書き立て方がされていた。
| 出場国・地域                                                                | 人数 |
| --------------------------------------------------------------------------- | ---- |
| 日本、韓国、チャイニーズタイペイ、米国 キューバ、ドミニカ共和国、ベネズエラ | 28   |
| カナダ、中国                                                                | 26   |
| オーストラリア、オランダ                                                    | 25   |
| プエルトリコ、ブラジル                                                      | 24   |
| メキシコ                                                                    | 19   |
| イタリア                                                                    | 8    |
| スペイン                                                                    | 1    |

## 試合形式

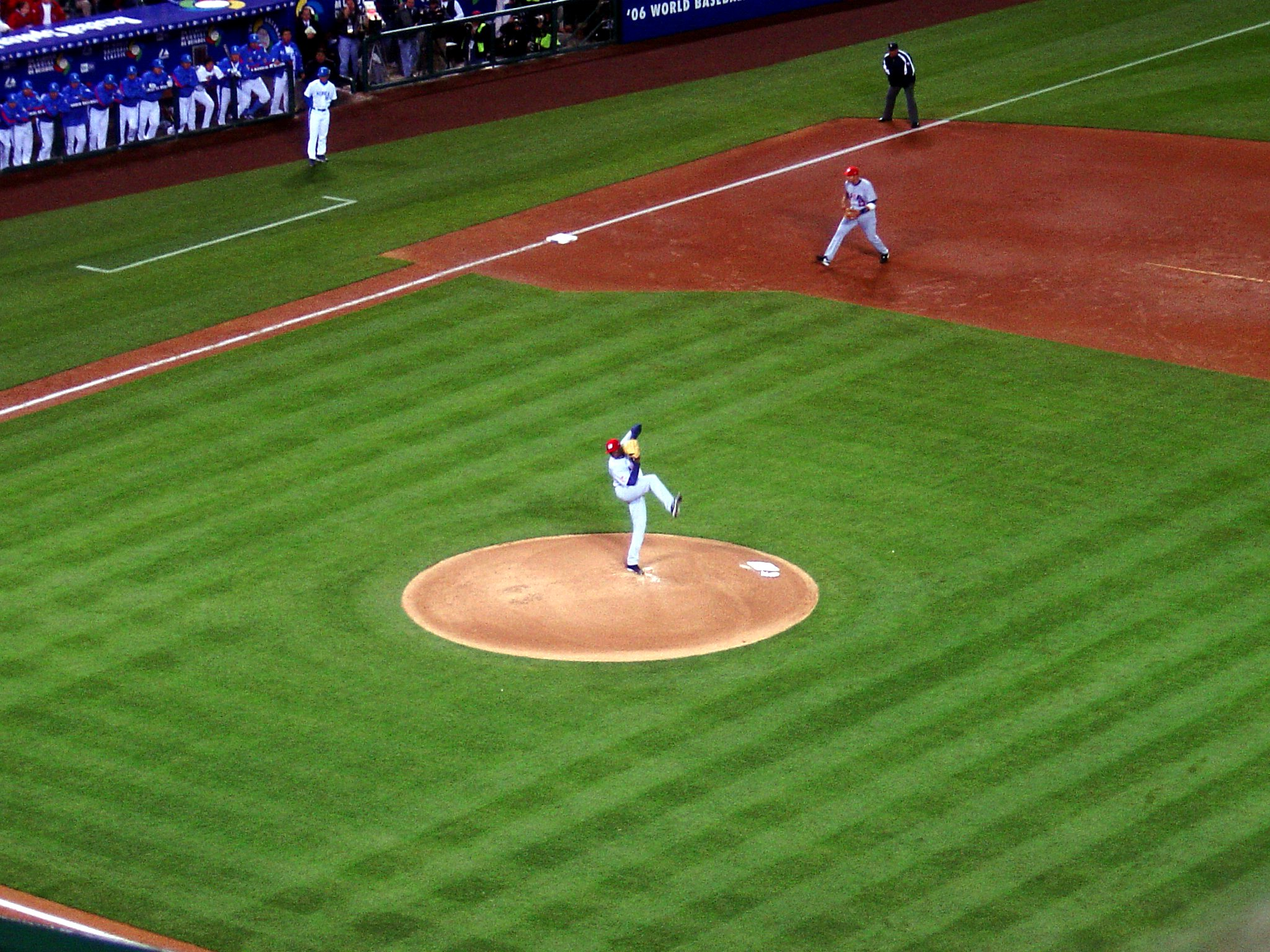
2006年3月13日、第1回WBC第2ラウンド、アメリカ合衆国対韓国戦（エンゼル・スタジアム・オブ・アナハイム）。投手はドントレル・ウィリス。

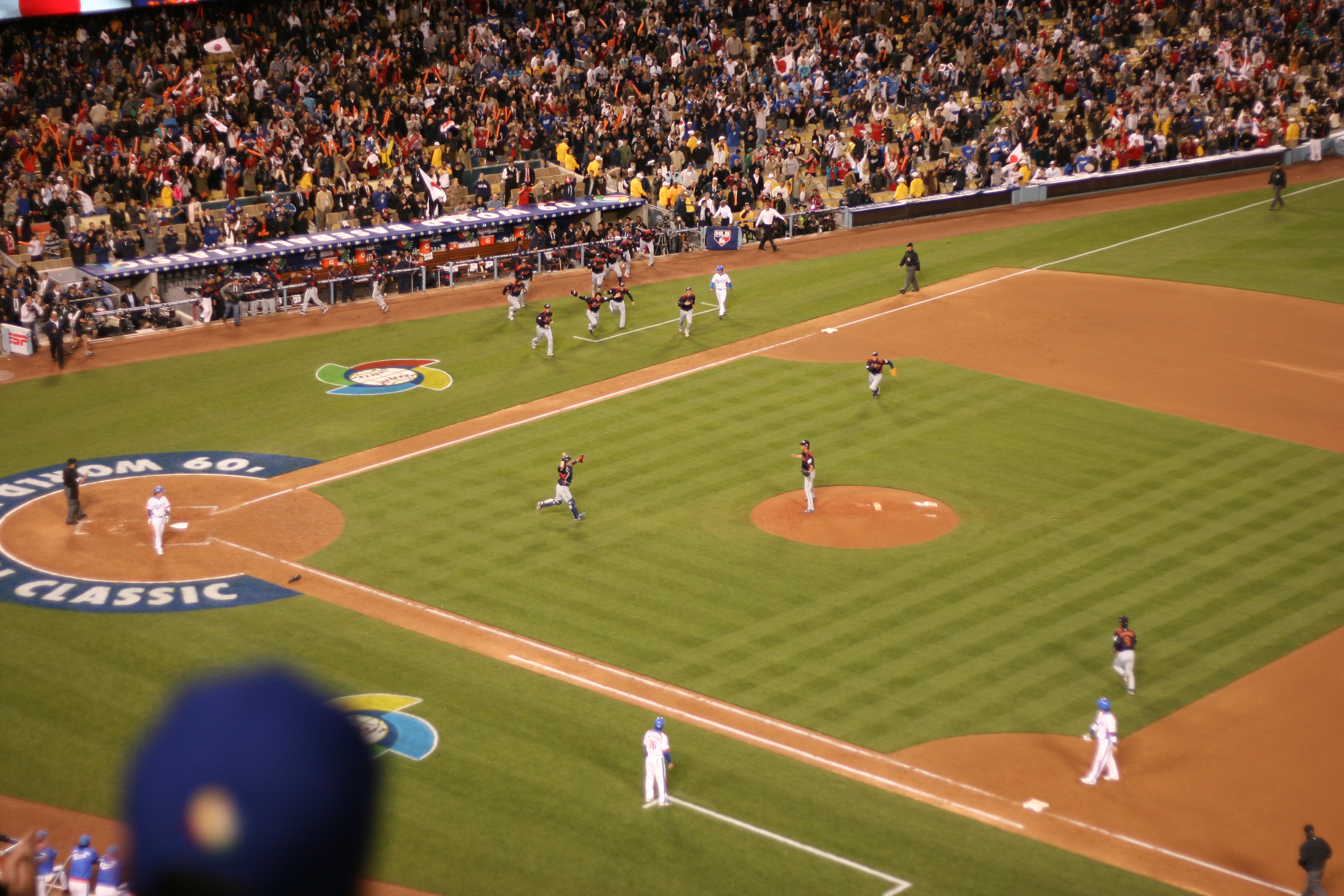
2009年3月24日、第2回WBC決勝戦、日本対韓国戦（ドジャー・スタジアム）。投手はダルビッシュ有、捕手は城島健司。優勝を決め喜ぶ日本ナイン。

大会規定は毎回異なり、大会実績を反映させて毎回改良されている。
第1回大会（2006年）
第1回大会では第1ラウンド・第2ラウンドでリーグ戦方式が採用された。第1ラウンドでは、16の参加国・地域を4チームずつ4組に分け、別々の開催地でそれぞれの組内で総当りリーグ戦を行う。各組の上位2チーム・合計8チームがアメリカで行われる第2ラウンドに進出し、4チームずつの2組に分かれて第1ラウンド同様に戦う。各組の上位2チーム・合計4チームが決勝トーナメントに進出し、その4チームでトーナメント方式の準決勝と決勝を行い優勝を決める。シーズン前の投手の故障防止のため、投球数制限が設けられた。その他細かいルールについては2006 ワールド・ベースボール・クラシックを参照のこと。
第2回大会（2009年）
第2回大会では第1ラウンド・第2ラウンドでダブルイリミネーション方式が採用され、各組上位2チームが次のラウンドに進む。第2ラウンドを勝ち抜けた4チームが、決勝トーナメントに進み、準決勝と決勝を行い優勝を決める。延長13回からタイブレーク制度が採用された。その他細かいルールについては2009 ワールド・ベースボール・クラシックを参照のこと。
第3回大会（2013年）
第3回大会では新たに予選が設定され、本戦と予選で計28チームが参加した。予選では、第2回大会での下位4チームと野球新興国の12チームの計16チームが4組に分かれてダブルイリミネーション方式で戦い、各組の1位が本戦への出場権を得る。そして、予選を1位で通過した4チームと第2回大会の上位12チームの合わせて16チームで本戦を行う。本戦第1ラウンドは第1回大会と同様のリーグ方式、本戦第2ラウンドは第2回大会と同様のダブルイリミネーション方式で行われた。この方式は、第1・第2ラウンド共にダブルイリミネーション方式を採用した第2回大会で、日韓対戦が5回にも及んだことを是正し、上位チームの試合数が過大になる可能性を排除するために導入された。また、本戦第1ラウンドのリーグ戦で同一勝敗数だった場合の勝ちぬけ基準が第1回大会から変更されている。投球数制限等にも変更が加えられている。その他細かいルールについては2013 ワールド・ベースボール・クラシックを参照のこと。
第4回大会（2017年）
第4回大会では第1回大会の方式に戻り、第1ラウンド・第2ラウンドでリーグ戦方式が採用された。これに加えてリーグ戦において3チームの勝敗が並んだ場合に「ボーナス“プレーオフ”ゲーム」としてワンゲームプレーオフが採用された（勝敗が並んだ3チームのうち、順位決定ルールにより1位チームもしくは4位チームを確定した後に、残りの2チームが2位通過を賭けて対戦する）。他に新ルールとして「予備投手枠」の創設、またMLBで2014年からビデオ判定の適用拡大とチャレンジ制度の導入もあって、WBCにおいても一部制限はあったものの適用拡大されたビデオ判定が導入された。詳細は2017 ワールド・ベースボール・クラシックを参照のこと。
第5回大会（2023年）
第5回大会では本戦出場枠が20チームに拡大されることになり、第1ラウンドは各組5チームによるリーグ戦方式が採用された。これまで行われてきた第2ラウンドは廃止され、第1ラウンド後から各組上位2チーム・計8チームによる決勝トーナメントが行われる方式へと変更された。なお大会全体の招待国数に変更はないため、予選は12チームに縮小された。予選は12チームが2組に分かれてダブルイリミネーション方式で対戦し、各組の1位と敗者復活1位が本戦の出場権を得る。詳細については2023 ワールド・ベースボール・クラシックを参照のこと。

## 利益分配
WBCでは、各国から得られたスポンサー料や放映権料、ロイヤルティーなどの大会収益は一括にWBCの大会運営会社に集められてから各チームへ再分配する。
主催者側は公式に発表していないが、2006年大会では、収益が出た場合、その 47% が賞金に、53% が各組織に分配され、大会収益が出ない場合はMLBが赤字分を負担することになっていたという。なお、賞金の内訳は、優勝チームが 10%、準優勝チームが 7%、準決勝敗退の2チームが 5%、第2リーグ敗退の4チームが 3%、第1リーグ敗退の8チームが 1% である。また、各組織の内訳は、大リーグ機構（MLB）が 17.5%、大リーグ選手会が 17.5%、日本野球機構（NPB）が 7%、韓国野球委員会と国際野球連盟が 5%、その他が 1% という順とされている。2009年も主催者からの公式発表はないが、MLBと大リーグ選手会が 66%、NPBが 13% だったという。
第2回大会の賞金内訳は優勝が270万USドル、準優勝は170万USドル、準決勝敗退は120万USドル、第2ラウンド敗退は70万USドル、第1ラウンド敗退で30万USドルとなっている。この他にも、各会場の第1ラウンド1位通過には30万USドル、各会場の第2ラウンド1位通過には40万USドルの賞与が支給された。また、国際野球連盟（IBAF）には野球振興の目的で100万USドルが寄付された。なお、第2回大会の賞金総額は1400万USドルで、この額は780万USドルだった前回大会の約2倍である。
第4回大会までの各代表チームのユニフォームは、WBCIから無償提供されるか、チームが独自にメーカーと契約して用意するかの二択であったが、第5回大会からは初めて各代表チームがユニフォームのデザイン・製造を担当し、またWBCIを通じて一般向けに販売したレプリカの売上収益の一部を得ることができるようになった。
| 回 | 開催年 | 総収益                        | 賞金                  | 賞金        |
| 回 | 開催年 | 総収益                        | 総額                  | 優勝        |
| -- | ------ | ----------------------------- | --------------------- | ----------- |
| 1  | 2006年 | 1280万USドル                  | 780万USドル           | 78万USドル  |
| 2  | 2009年 | 3200万USドル                  | 1400万USドル          | 270万USドル |
| 3  | 2013年 | 未公表                        | 1400万 - 1500万USドル | 340万USドル |
| 4  | 2017年 | 未公表（推定1億1000万USドル） | 1400万USドル          | 未公表      |
| 5  | 2023年 | 未公表（推定1億USドル）       | 1440万USドル          | 100万USドル |

## 薬物規定
国際野球連盟（IBAF）によれば、WBCでドーピング検査を実施するのは世界アンチ・ドーピング機構（WADA）で、メジャーリーグの規定よりも禁止薬物の範囲が広い国際ルールが適用されるはずであった。しかし、実際にはWADAが正式な意見書を提出するほどにWBCでの禁止薬物規定は少なかった。検査はWBC開催前と開催中に実施され、開催中は任意の試合で各チーム2選手を選び出し、試合後に検査を行う。メジャーリーグの組織に属する選手には合計108回の検査が行われる予定で、リーグ機構と同選手会はこれに同意している（2006年の大会ではIBAFの発表によると全出場選手の 22.5% が検査を受ける事になるという）。アテネ五輪予選では1度目の違反で即刻出場取り消し、さらに2年間の出場停止が科されたが、WBCでも同様の罰則が科される。この場合、2回目の違反で国際試合から永久追放となる。ただし、メジャーリーガーがWBCの検査で陽性の判定を受けても、メジャーリーグにおける薬物規定の罰則は適用されない。

## 大会ロゴ
中央に地球儀と野球のボールを組み合わせたボールを配置し、その周りを4枚のスクリューの羽根状のものが包み込む意匠で、「グローバルベースボール」と名づけられた。4枚の羽根状のものは、青色（右上）、黄色（左上）、赤色（左下）、緑色（右下）の4色が塗られている。黄色の羽根の外側に「（開催の西暦年）WORLD」、青色の羽根の外側に「BASEBALL」、緑色の羽根の外側に「CLASSIC」という文字が記されている。また強豪国の多いスペイン語圏のカリブ海などの国に配慮し、スペイン語のロゴも用意されている（上段から順に「（開催の西暦年）CLASICO」「MUNDIAL」「DE BEISBOL」）。
2023年の第5回大会より大会ロゴがリニューアルされた。4枚の羽根状のフォルムはそのままに、中央にあった地球儀と野球ボールを組み合わせたボールはなくなり、羽根の配色が4色からよりカラフルにデザインされている。文字の色も青色から濃緑色に変更されている。

## 優勝杯・メダル

### 優勝杯
ワールド・ベースボール・クラシックの優勝トロフィーは、ティファニー社の職人が200時間以上の時間をかけて制作した。銀細工の老舗のティファニーらしく、材質は銀（スターリングシルバー）である。
- 高さ：25インチ（約63.5 cm）
- 重さ：30ポンド（約13.6 kg）
- 材質：銀（スターリングシルバー）

デザインのモチーフは、WBCのロゴの「グローバルベースボール」であり、台座・4枚の板・ボールから構成される。4段にカットされている台座は、4ラウンドのトーナメント（第1リーグ、第2リーグ、準決勝、決勝）を表し、台座から上方に向けて斜めに広がる4枚の板と、さらに上部中央に向かう羽状の板は、16か国で構成される4つのリーグ（第1リーグ）を表している（その意匠は日本の四つ巴紋に似ている）。また、4枚の板によって支えられた中央の野球ボールは、地球（グローバル）を象徴している。
2006年2月22日、プエルトリコのサンフアンで行われた初公開の披露式には、WBCの親善大使を務めるトミー・ラソーダ（元ドジャース監督）らが参加した。

### メダル
優勝チームには金メダル、準優勝チームには銀メダルが選手・監督・コーチの全員に授与される。

## 歴代の開催地
開催地は大会創設以来、特定の1か国・地域での開催は無く、開催を希望する国・地域による複数国での共同開催という形をとっており、日本、アメリカ合衆国、プエルトリコの3か国は第3回まで連続して共催国として登録されてきた。プエルトリコは第4回の開催では共催国から外れたため、第1回からの連続開催は日本とアメリカ合衆国の2か国のみとなった。
また決勝戦についても、第1回から第5回まで全てアメリカ合衆国内で行われており、アメリカ合衆国以外での決勝戦の開催はこれまでなされていない。東京ドームは全5大会すべてで本戦開催実績を持つ唯一の球場であり、開催試合数は第5回大会準々決勝ラウンドまでで計42試合に及ぶ。
第5回では初の試みとして、マイアミ会場は第1ラウンド、準々決勝ラウンド、決勝ラウンドの3ラウンドを通して開催された。

### 開催地ごとの開催実績
- QF : 準々決勝　SF : 準決勝　F : 決勝

| 都市               | 球場                                   | 2006     | 2009  | 2013  | 2017     | 2023           | 2026           | 開催 回数 |
| ------------------ | -------------------------------------- | -------- | ----- | ----- | -------- | -------------- | -------------- | --------- |
| 東京               | 東京ドーム                             | A組      | A組   | 1組   | B組・E組 | B組・QF        | C組            | 6         |
| サンフアン         | ヒラム・ビソーン・スタジアム           | C組・2組 | D組   | C組   |          |                | A組            | 4         |
| マイアミ           | ローンデポ・パーク                     |          |       | 2組   | C組      | D組・QF・SF・F | D組・QF・SF・F | 4         |
| サンディエゴ       | ペトコ・パーク                         | SF・F    | 1組   |       | F組      |                |                | 3         |
| フェニックス       | チェイス・フィールド                   | B組      |       | D組   |          | C組            |                | 3         |
| ロサンゼルス       | ドジャー・スタジアム                   |          | SF・F |       | SF・F    |                |                | 2         |
| 台中               | 台中インターコンチネンタル野球場       |          |       | B組   |          | A組            |                | 2         |
| スコッツデール     | スコッツデール・スタジアム             | B組      |       |       |          |                |                | 1         |
| オーランド         | クラッカー・ジャック・スタジアム       | D組      |       |       |          |                |                | 1         |
| アナハイム         | エンゼル・スタジアム・オブ・アナハイム | 1組      |       |       |          |                |                | 1         |
| メキシコシティ     | フォロ・ソル                           |          | B組   |       |          |                |                | 1         |
| トロント           | ロジャーズ・センター                   |          | C組   |       |          |                |                | 1         |
| マイアミガーデンズ | ドルフィン・スタジアム                 |          | 2組   |       |          |                |                | 1         |
| 福岡               | 福岡 ヤフオク!ドーム                   |          |       | A組   |          |                |                | 1         |
| スコッツデール     | ソルト・リバー・フィールズ             |          |       | D組   |          |                |                | 1         |
| サンフランシスコ   | AT&Tパーク                             |          |       | SF・F |          |                |                | 1         |
| ソウル             | 高尺スカイドーム                       |          |       |       | A組      |                |                | 1         |
| ハリスコ           | エスタディオ・デ・ベイスボル           |          |       |       | D組      |                |                | 1         |
| ヒューストン       | ダイキン・パーク                       |          |       |       |          |                | B組・QF        | 1         |

### 決勝戦会場
- 第1回大会（2006年）：ペトコ・パーク（ カリフォルニア州サンディエゴ／サンディエゴ・パドレスの本拠地）
- 第2回大会（2009年）：ドジャー・スタジアム（ カリフォルニア州ロサンゼルス／ロサンゼルス・ドジャースの本拠地）
- 第3回大会（2013年）：AT&Tパーク（ カリフォルニア州サンフランシスコ／サンフランシスコ・ジャイアンツの本拠地）
- 第4回大会（2017年）：ドジャー・スタジアム（ カリフォルニア州ロサンゼルス／ロサンゼルス・ドジャースの本拠地）
- 第5回大会（2023年）：ローンデポ・パーク（ フロリダ州マイアミ／マイアミ・マーリンズの本拠地）
- 第6回大会（2026年）：ローンデポ・パーク（ フロリダ州マイアミ／マイアミ・マーリンズの本拠地）

## 結果
| 回 | 開催年 | 本戦開催国 |                | 決勝 | 決勝           | 決勝       |                | ベスト4 | ベスト4        |      | 出場国数 | 出場国数 | 出場国数 |
| 回 | 開催年 | 本戦開催国 | 優勝           | 結果 | 準優勝         | 3位        | 4位            | 全体    | 本戦           | 予選 |          |          |          |
| -- | ------ | ---------- | -------------- | ---- | -------------- | ---------- | -------------- | ------- | -------------- | ---- | -------- | -------- | -------- |
| 1  | 2006年 | /          |                | 日本 | 10–6           | キューバ   |                | 韓国    | ドミニカ共和国 |      | 16       | 16       | -        |
| 2  | 2009年 | /          | 日本           | 5–3  | 韓国           | ベネズエラ | アメリカ合衆国 | 16      | 16             | -    |          |          |          |
| 3  | 2013年 | /          | ドミニカ共和国 | 3–0  | プエルトリコ   | 日本       | オランダ       | 28      | 16             | 16   |          |          |          |
| 4  | 2017年 | /          | アメリカ合衆国 | 8–0  | プエルトリコ   | 日本       | オランダ       | 28      | 16             | 16   |          |          |          |
| 5  | 2023年 | /          | 日本           | 3–2  | アメリカ合衆国 | メキシコ   | キューバ       | 28      | 20             | 12   |          |          |          |
| 6  | 2026年 | /          | 不明の旗       |      | 不明の旗       | 不明の旗   | 不明の旗       | 24      | 20             | 8    |          |          |          |

- 3位と4位は大会を通じた勝敗数によって決定される。

## 代表別通算成績
| 順 | 国・地域             | 出 | 優 | 準 | 四 | 試 | 勝 | 敗 | 率   |
| -- | -------------------- | -- | -- | -- | -- | -- | -- | -- | ---- |
| 1  | 日本                 | 5  | 3  | 0  | 2  | 38 | 30 | 8  | .789 |
| 2  | アメリカ合衆国       | 5  | 1  | 1  | 1  | 35 | 21 | 14 | .600 |
| 3  | ドミニカ共和国       | 5  | 1  | 0  | 1  | 28 | 20 | 8  | .714 |
| 4  | プエルトリコ         | 5  | 0  | 2  | 0  | 34 | 23 | 11 | .676 |
| 5  | キューバ             | 5  | 0  | 1  | 1  | 32 | 18 | 14 | .563 |
| 6  | 韓国                 | 5  | 0  | 1  | 1  | 26 | 17 | 9  | .654 |
| 7  | オランダ             | 5  | 0  | 0  | 2  | 28 | 13 | 15 | .464 |
| 8  | ベネズエラ           | 5  | 0  | 0  | 1  | 29 | 16 | 13 | .552 |
| 9  | メキシコ             | 5  | 0  | 0  | 1  | 24 | 11 | 13 | .458 |
| 10 | イタリア             | 5  | 0  | 0  | 0  | 20 | 7  | 13 | .350 |
| 11 | チャイニーズタイペイ | 5  | 0  | 0  | 0  | 17 | 5  | 12 | .294 |
| 11 | オーストラリア       | 5  | 0  | 0  | 0  | 17 | 5  | 12 | .294 |
| 13 | カナダ               | 5  | 0  | 0  | 0  | 15 | 5  | 10 | .333 |
| 14 | イスラエル           | 2  | 0  | 0  | 0  | 10 | 5  | 5  | .500 |
| 15 | 中華人民共和国       | 5  | 0  | 0  | 0  | 16 | 2  | 14 | .125 |
| 16 | パナマ               | 3  | 0  | 0  | 0  | 9  | 2  | 7  | .222 |
| 17 | コロンビア           | 2  | 0  | 0  | 0  | 7  | 2  | 5  | .286 |
| 18 | チェコ               | 1  | 0  | 0  | 0  | 4  | 1  | 3  | .250 |
| 18 | イギリス             | 1  | 0  | 0  | 0  | 4  | 1  | 3  | .250 |
| 20 | 南アフリカ共和国     | 2  | 0  | 0  | 0  | 5  | 0  | 5  | .000 |
| 20 | ニカラグア           | 1  | 0  | 0  | 0  | 4  | 0  | 4  | .000 |
| 20 | ブラジル             | 1  | 0  | 0  | 0  | 3  | 0  | 3  | .000 |
| 20 | スペイン             | 1  | 0  | 0  | 0  | 3  | 0  | 3  | .000 |

- データは2023年大会終了時。
- 太字の国・地域名は優勝経験のある国・地域で、太数字は最多記録。
- 順位は優勝回数が多い順に並べている。優勝回数が同数の場合は準優勝回数が多い方を、準優勝回数も同数の場合はベスト4回数が多い方を、ベスト4回数も同数の場合は勝利数の多い方を、勝利数も同数の場合は試合数の多い方を上に並べることとする。

## 大会最優秀選手
| 大会 | 選出選手               | 所属球団                 |
| ---- | ---------------------- | ------------------------ |
| 2006 | 松坂大輔               | 西武ライオンズ           |
| 2009 | 松坂大輔               | ボストン・レッドソックス |
| 2013 | ロビンソン・カノ       | ニューヨーク・ヤンキース |
| 2017 | マーカス・ストローマン | トロント・ブルージェイズ |
| 2023 | 大谷翔平               | ロサンゼルス・エンゼルス |

## 通算個人記録
| 記録   | 選手                                      | 記録数 |
| ------ | ----------------------------------------- | ------ |
| 安打   | フレデリク・セペダ                        | 32安打 |
| 本塁打 | アルフレド・デスパイネ                    | 7本    |
| 打点   | フレデリク・セペダ                        | 23打点 |
| 得点   | フレデリク・セペダ                        | 19得点 |
| 二塁打 | フレデリク・セペダ ジャスティン・モルノー | 8本    |
| 三塁打 | ヨエニス・セスペデス                      | 3本    |
| 三振   | カルロス・ベルトラン                      | 20三振 |
| 盗塁   | 山田哲人                                  | 6盗塁  |
| 四球   | フレデリク・セペダ                        | 22四球 |
| 試合   | カルロス・ベルトラン                      | 28試合 |
| 打数   | カルロス・ベルトラン                      | 95打数 |

| 記録     | 選手                                | 記録数    |
| -------- | ----------------------------------- | --------- |
| 勝利投手 | 松坂大輔                            | 6勝       |
| 敗戦投手 | 陳鴻文                              | 3敗       |
| 登板     | フェルナンド・ロドニー              | 15登板    |
| 先発     | 松坂大輔 エディンソン・ボルケス     | 6試合     |
| セーブ   | フェルナンド・ロドニー              | 8セーブ   |
| 投球回   | ディエゴマー・マークウェル          | 28回      |
| 被安打   | ディエゴマー・マークウェル          | 30被安打  |
| 被本塁打 | カール・マイケルズ オリバー・ペレス | 5被本塁打 |
| 失点     | カール・マイケルズ                  | 19失点    |
| 自責点   | カール・マイケルズ                  | 17自責点  |
| 四球     | ジャレッド・エラリオ                | 13四球    |
| 奪三振   | 松坂大輔                            | 23奪三振  |

- データは2023年大会終了時[38][39]。

## 課題

### 大会の認知

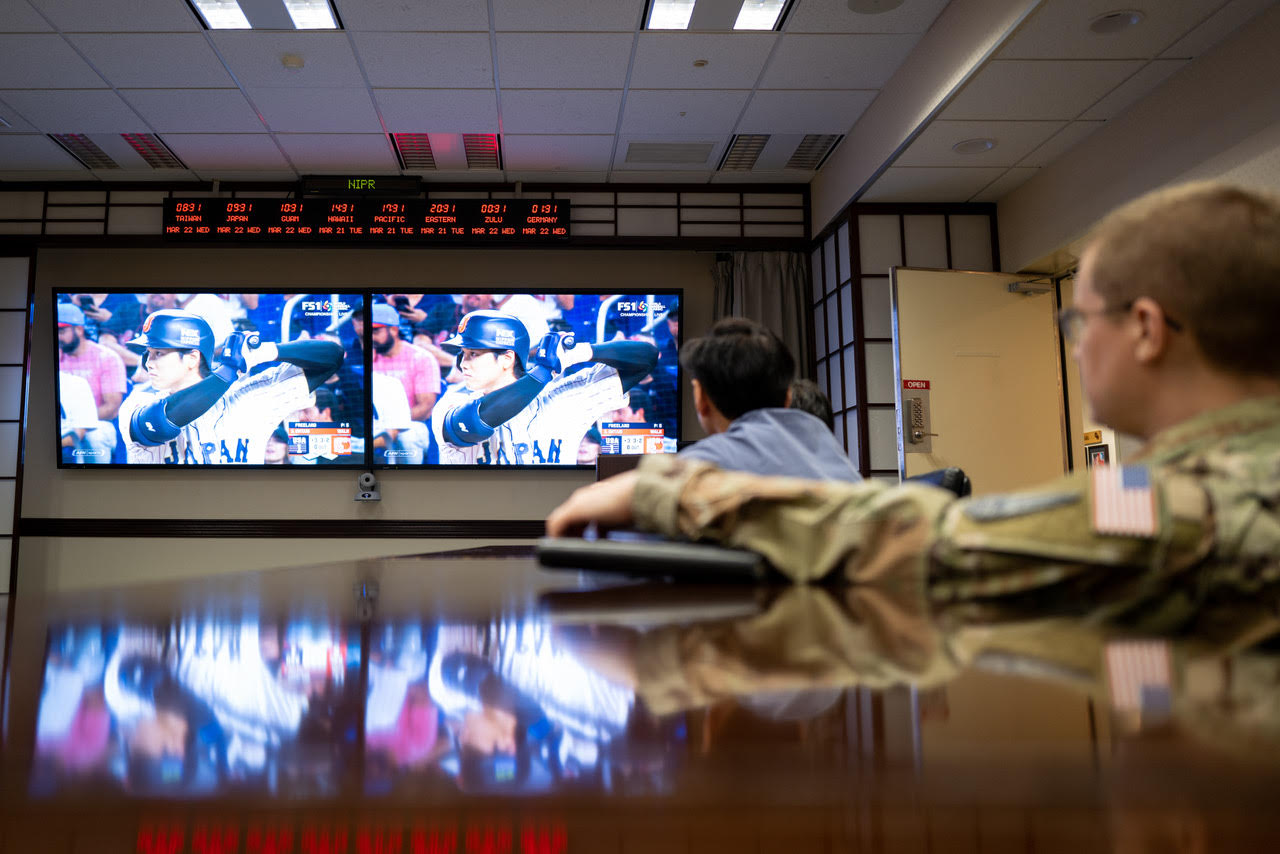
第5回大会の決勝戦を見る在日米軍兵士

日本においては大々的に報じられテレビ中継は連日高視聴率をマークし、MLBコミッショナーのバド・セリグも満足感を示した。しかし、開催国アメリカ合衆国のように関心が比較的薄い国もある。アメリカのスポーツメディアは、野球に関する報道は春のトレーニングやオープン戦に大部分を割き、WBCはその影に隠れる形であった。アメリカ合衆国では第2ラウンドの会場で空席が目立ち、視聴率も最高2%台に留まった。
第2回大会にアメリカ合衆国代表として出場したジミー・ロリンズが「(他の国とは違い、) アメリカではバスケットボールとかアメリカンフットボールとか、他のスポーツもあるから、その時々のシーズンのスポーツに関心が散らばるんだ」と語っているように、3月には全米規模の注目を集めるNCAA男子バスケットボールトーナメントが行われており、また NBA・NHLのレギュラーシーズンも佳境であるため、本来「ベースボールシーズン」ではない3月にアメリカ国民の目を野球に向けるのは非常に難しいと言われる。アメリカ国民のWBCに対する関心の低さは、「ワールドシリーズという名の通り、MLBでの優勝チームこそが世界一だ｣という認識が強く、世界的スポーツのサッカーよりも国内完結型のアメリカンフットボールやNASCARを好むアメリカ独特の価値観が原因であると考えられている。
|                                                               | 2023    |
| ------------------------------------------------------------- | ------- |
| 2023 ワールド・ベースボール・クラシック アメリカ合衆国 - 日本 | 3281 万 |
| ワールドシリーズ                                              | 1148 万 |
| メンズ・カレッジ・ワールドシリーズ                            | 275 万  |
| リトルリーグ・ベースボール・ワールドシリーズ                  | 108 万  |

その一方で、2023年大会は世界で最も視聴率の高い野球イベントの一つとなり、特に、準決勝のメキシコ対日本戦は、2023年のワールドシリーズを上回る2900万人以上の視聴者を記録し、世界で最も視聴者の多い野球中継の一つとなった。
同大会ではラテンアメリカと東アジアで注目が集まり、プエルトリコでは、プエルトリコ対ドミニカ共和国戦が視聴率62%を記録した。また、日本では当日の録画中継を含めると、述べ1億人程が決勝をテレビ観戦した。
アメリカ合衆国では、全米4大ネットワークの一つであるフォックス放送によって放送され、一部の試合では地上波放送も実現した。決勝は全米で520万人の視聴者を獲得し、9回表の大谷翔平とマイク・トラウトの対戦時には650万人の視聴者を記録した。
野球新興国でも中継され、中国ではインターネットサービスの新浪微博が中継し、中国対日本戦は最大42万2000人が視聴、チェコでも史上初めて野球がテレビ中継され、国内で84万人がチェコ対日本戦を視聴するなど、様々な国で多くの人が視聴する結果となり、2023年大会は163の地域で63のメディアパートナーを通じ、13言語で放送されたことから、世界的に大会の認知度は徐々に高まっていると言える。

### 大会の運営
大会の勝ちあがり方法については、第1回大会では、第1ラウンド、第2ラウンドで4チームによるリーグ戦を実施したが、第2リーグA組で日本、アメリカ合衆国、メキシコが1勝2敗で並び、失点率で日本が2位となり、準決勝に進出した。得失点を含めて順位を決定するのは他のスポーツでも行われることであるが、野球の場合はコールドゲームがあったり、延長戦やサヨナラがあったり、後攻めがリードの場合には9回裏がないなど得失点の機会に不均衡が生じるため、単純な得失点数で順位を決するには都合が悪い。そこで第1回大会では順位決定に失点率が採用されたが、この大会の第2リーグA組でメキシコが準決勝に進むためには、最後のアメリカ戦で「延長13回または14回までアメリカを0点に抑えかつ自らも延長13回または14回まで無得点で進行しいずれかの当該回においてサヨナラ3ランホームランかサヨナラ満塁ホームランで勝利（第2リーグは延長14回まで、またメキシコはこの試合で後攻）」という非現実的な条件が必要となった。第2回大会では、第1回大会の反省から、ダブルイリミネーション方式を採用した。そのため、展開によっては大会を通じて同一カードが最大5度もある可能性があり、実際に日本対韓国の対戦は5試合行われた。その他のカードでも複数回の対戦が目立ち、対戦カードに新鮮味がないと指摘された。松坂大輔のように、出場した選手側からも組み合わせを批判する声が上がった。
運営組織については、オリンピックのIOC（国際オリンピック委員会）、サッカーW杯のFIFA（国際サッカー連盟）のように、国際大会は世界を束ねる中立的な立場の組織が主催することが多いが、WBCの場合は一国のプロリーグであるMLBの機構・選手会が共同出資して作った運営会社が開催しているため、中立的な運営がなされていないのではないかとの意見がある。このこともあり、開催国もほかの世界選手権競技のような開催国・大陸持ち回りではなく、アメリカが中心の複数国共催となっている（後述）。
大会参加国については、過去2回の大会は予選なしで招待された16か国が争う形式であるが、南アフリカ共和国や中華人民共和国のように、本国での野球の認知度が低く、参加国間のレベルの差が指摘されている。第3回大会では、参加国を28か国に増やし、第1ラウンドの前に予選を行ったが、国内に野球の本格的なプロリーグが存在する国は既に全て参加してしまっているため、新規参加国はセミプロないしアマチュアレベルの国が中心となり、新参加国とアメリカ、日本などの強豪国との大きなレベルの差が指摘されている。
開催地については、第1回・第2回の大会では、第2ラウンド以降を、第3回では決勝ラウンドをすべてアメリカ合衆国で開催してきたが、前述のようにアメリカよりWBCに対する関心が高い日本や韓国で開催すべきだという意見がある。しかし、第2回の時点では大会運営部は「（第2ラウンド以降の）日本開催の可能性は常にある」としながらも、集客力の観点から現時点での開催地変更には否定的である。第3回では第2ラウンドの一部を日本で行った。
収益は大会運営会社のWBCインクに一括して集められるが、集地域別の一番の大口スポンサーは日本であり、収入の半分以上はテレビの放映権料・冠スポンサー料といった「ジャパンマネー」だとされている。大会収益の分配について公式的に明らかにされていないが、2009年大会の場合、優勝を争った日本と韓国はそれぞれ 13%、9% に過ぎない一方で、アメリカだけで 66%（MLB機構とMLB選手会が3分の1ずつ）を占有したと報じられている。これについて二宮清純は、「WBCはメジャーリーグのマーケットを拡大し、新しい収入源を獲得するための大会。『真の世界一を決める大会』とのうたい文句はタテマエに過ぎない」などと指摘している が、大会の収支が赤字だった場合には主催者が全額補填することとなっている上、MLBが利益を得る仕組みが無ければメジャーリーガーの参加は期待できず、大会を開催する意味がないとされる。他競技ではバスケットボール世界選手権がNBAも参画してWBCを模した運営方式となる事が計画されている。
代表チームにつくスポンサーからの収入と、代表グッズのライセンシング料がそのまま参加国に入るよう、WBCインクにスポンサー権とライセンシング権の譲渡を求めている日本プロ野球選手会は、2011年7月22日、名古屋市で臨時大会を開き、交渉の結果次第では第3回大会に出場しないことを全会一致で決議した。NPBは、選手の出場給や傷害保険料、合宿費用などの支出が大きく採算が取れない状況で、選手会は「現状では優勝してもリーグや球団に利益はなく、選手派遣のリスクを負うだけだ」と説明しており、12球団のオーナーも同調したところ、MLB側は回答期限を9月30日までと設定したが、日本参加による収益を望むMLBは回答期限以降も参加を受け付けている。その後、当初は選手会と協調していたNPB12球団のオーナーは、別に収益を確保する構想をまとめた事により、同年11月にWBCへの参加を表明した。しかし、2023年になって、各代表チームがユニフォームのデザイン・製造を初めて担当することとなり、WBCIを通じて一般向けに販売したレプリカの売上収益の一部を得ることができるようになり、収益構造の見直しが進んでいる。
各国のプロリーグの開幕が迫っている状況を考慮し、選手達が可能な限り早く所属球団に戻ってシーズンの準備ができるように3位決定戦は行われない。

### 大会の時期
大会が開催される3月はシーズン開幕前の調整途中の時期であるため、シーズン中に開催するのがいいのではないかという意見がある。日本は強化試合など大会への準備を行ったが、アメリカ代表が集合したのは大会一次ラウンドのわずか5日前であった。長いシーズンを戦う下地を作るこの時期に、所属チームを離れられないという現実がある。
また選手の怪我が懸念され、メジャーリーグ各球団の全面的な協力を得ることが難しい。さらに選手の契約上の問題もあり実際にアメリカ、ドミニカなど有力メジャーリーガーを抱える国では選手の出場辞退が相次いだ 。日本プロ野球でも出場辞退者が多数存在し、日本やチャイニーズタイペイの代表選考に影響を与えている。WBCに出場した選手の中にも、ロイ・オズワルトやブライアン・マッキャンなどのように、3月という開催時期に苦言を呈している選手もいる。
第2回大会で参加を辞退した CC・サバシアは、「非常に興味深い大会だと思うが、緊張感ある試合を行うには時期が早すぎるために参加できなかった。開催時期の問題を除けば、素晴らしい大会だと思う」と語っており、候補選手の相次ぐ辞退を防ぐには、開催時期の変更が不可欠とも言われている。しかし、アメリカの野球ファンがシーズンの中断を望んでいないことや、先述のように、アメリカではほぼ年中何らかのスポーツイベントに国民の関心が向けられていることなどにより、3月以外にこれといった開催時期は見当たらないのが現状である。バド・セリグMLBコミッショナーも、「タイミングが悪いと言われていることは理解している。（3月は）大会を開催できる本当に唯一の時期」だとしており、第3回大会もこれまでと同様に3月に開催し、MLBのシーズンを中断することや、ワールドシリーズ後の11月に開催することは考慮していないと話している。
シーズン終了後の開催案は、肉体的疲労やオフの短縮により歓迎されていない。アメリカのメディアでは、第2ラウンドまでは開幕前に済ませ、決勝ラウンドのみオールスター期間中に行おうという意見があるが、この案では予選と決勝ラウンドの間隔が開きすぎて盛り上がりに水をさしかねないという懸念がある。また、日本や韓国が決勝に進出した場合は本国でのシーズン真っ只中に渡米しなければならない。これに関しては、ESPN解説者のジェイソン・スタークが「彼らはオリンピックでも同じことをしているから問題ない」と主張している。

### 監督人事
監督人事は毎回難航し、関係者からは「火中の栗」と称され人材難とされている。また、「選手として実績があり」、「監督経験もある」の条件の監督候補は、いずれも現役監督やコーチであることが多い。第1回大会の王貞治、第2回大会の原辰徳は現役監督であったが、負担が余りにも多いので、第3回大会は当時ソフトバンク監督であった秋山幸二を初めとする現役監督や元監督経験者は辞退し、山本浩二しか手を挙げなかった。第4回大会で日本代表の監督に監督・コーチ経験が当時無かった小久保裕紀が選出された際は、その選出に不安視する意見も多かった。
また報酬が野球選手の監督としては異様に少ないことも指摘される。第3回大会を例にとれば、監督・コーチの出場手当は一律150万円であった

### シーズンへの影響
第1回大会にアメリカ代表のエースとして参加したドントレル・ウィリスがWBCを境に長期スランプに陥ったことから、WBCがシーズンにもたらす悪影響が指摘されるようになった。そのため、第2回大会では第1回大会以上にメジャーリーガーの辞退が相次いだ。2009年の第2回大会開催前には、ニューヨーク・ヤンキースが運営するケーブルTV局YESネットワークの公式ファンフォーラムで、ヤンキースの投手が誰一人として WBCに参加しないことを歓迎する意見が寄せられた。
ボストン・レッドソックスは、第2回大会の開催中にダスティン・ペドロイア、ケビン・ユーキリスに軽度の故障が発生すると、即座に代表を離脱させた。このように、高額年俸を支払っている選手に、シーズン以外の場で故障されたくないという姿勢の球団が多かった。
第2回大会後は、イチロー、松坂大輔、ホアキム・ソリア、エディンソン・ボルケス らがWBCの影響で故障者リスト入りしたと報じられた。更に、全球団中最多の15人がWBCに出場したニューヨーク・メッツでWBC出場選手に故障が続出したことから、ニューヨークのメディアがWBCの悪影響を指摘した。その他の不振に陥った選手についても、その原因をWBCに結びつける報道がなされた。このような状況から一部アメリカメディアでは、WBCの開催自体に批判的な報道もなされており、次回大会以降への影響が懸念されている。

### 辞退者
WBCは一般の野球ファン以外も注目が集まり、国際試合故の国同士の争いのため辞退選手に「非国民」などとバッシングされることもあり、世間的に「辞退は悪」という風潮が広がっているとされている。
これに対して、第2回大会で多くの辞退者を出した中日監督であった落合博満は「辞退したいというのも尊重しなければならない。選手はプロ野球機構の社員じゃなく、みんな一人ひとりが個人事業主で契約選手だということをはき違えたら困る。もしケガをしても機構は責任をとれないんだろ」と発言している。
またWBCの出場経験がある里崎智也は「レギュラー選手以外は、代表に選ばれたとしても試合に出られない上に、練習時間が少ないのでシーズン前の調整ができない」と擁護している。